# リンデンホールスクール小学部
リンデンホールスクール小学部（リンデンホールスクールしょうがくぶ）は、福岡県太宰府市五条六丁目にある私立小学校。

## 概要
国語以外の授業は、すべて英語で行うというイマージョン教育（イマージョンプログラム）を取り入れている。これは、語学教育の手法の一つで、英語を外国語として教えるのではなく、英語ですべてを教える。学習活動の中で、自ずと英語が身についていくというもので、実践校としては、他に静岡県の加藤学園、長野県木曽郡王滝小中学校などが知られている。
特別顧問に江崎玲於奈、特別講師に広中平祐がいる。

### 校名の由来
リンデンバウム（リンデンの木：菩提樹）から来ており、「知的で尊敬される挑戦」を表し、アメリカ合衆国ペンシルベニア州リティッズ市に 1746年に創設された学校に由来する。

## 沿革
- 2004年4月 - リンデンホールスクール小学校開校、第1期生入学。
- 2008年 - 上級学年校舎完成。
- 2010年4月 - 現校名に改称。

## 交通
- 西鉄太宰府線 西鉄五条駅
- 西鉄バス 「君畑」バス停